# TOI-700 d
TOI-700 d és un exoplaneta, probablement rocós, que orbita el TOI-700, una estrella nana vermella a 101,4 anys llum de distància de la Constel·lació de l'Orada. Aquest exoplaneta és el primer exoplaneta tel·lúric habitable descobert pel Transiting Exoplanet Survey Satellite (TESS). TOI-700 d gira al voltant de la seva estrella amfitriona, TOI-700, cada 37,43 dies.